# MidnightBSD
MidnightBSD – zorientowany na komputery osobiste system operacyjny z rodziny BSD systemów Unix. Został oparty na FreeBSD 6.1 i wiele zapożycza z interfejsu graficznego NeXTStep.